# Space Metal
Space metal es el primer álbum recopilatorio de la banda británica de hard rock y heavy metal UFO, publicado en 1976 por Nova Records. Cuenta con canciones tomadas de los primeros álbumes de estudio UFO 1 y UFO 2: Flying, como también pistas en vivo extraídas del disco UFO Live, el que fue publicado en 1972 solo en el mercado japonés.
Su título deriva del estilo que tienen sus dos primeros discos, el rock espacial.

## Lista de canciones
| N.º | Título                | Escritor(es)                  | Duración |  |
| 1.  | «Loving Cup»          | Paul Butterfield              | 5:10     |  |
| 2.  | «Shake It About»      | Mogg, Way, Parker, Bolton     | 3:46     |  |
| 3.  | «Silver Bird»         | Mogg, Way, Parker, Bolton     | 6:45     |  |
| 4.  | «(Come Away) Melinda» | Hellerman, Minkoff            | 4:49     |  |
| 5.  | «Evil»                | Way                           | 3:27     |  |
| 6.  | «Flying»              | Mogg, Way, Parker, Bolton     | 26:30    |  |
| 7.  | «A Boogie for George» | Mogg, Way, Parker, Bolton     | 4:15     |  |
| 8.  | «Star Storm»          | Mogg, Way, Parker, Bolton     | 18:50    |  |
| 9.  | «Timothy»             | Mogg, Way, Parker, Bolton     | 3:28     |  |
| 10. | «C'mon Everybody»     | Eddie Cochran, Jerry Capehart | 3:10     |  |
| 11. | «Follow You Home»     | Way                           | 6:00     |  |
| 12. | «Prince Kajuku»       | Mogg, Way, Parker, Bolton     | 3:55     |  |